# Secretaría Nacional de Ciencia y Tecnología (Guatemala)
La Secretaría Nacional de Ciencia y Tecnología es la institución que coordina, apoya y ejecuta las decisiones que toma el Consejo Nacional de Ciencia y Tecnología (CONCYT). Creando así un Sistema Nacional de Ciencia y Tecnología de Guatemala. El Vicepresidente de la República de Guatemala, y en su ausencia el Ministro de Economía de Guatemala, como representante del CONCYT está encargado de convocar y de promover en las instituciones educativas superiores, instituciones públicas e instituciones privadas los temas de desarrollo científico y tecnológico.
Su objetivo es fomentar la investigación científica y tecnológica del país, así como la innovación tecnológica y la aplicación del avance científico-tecnológico en diversas ramas para beneficiar del desarrollo integral del país, asimismo su implementación en la educación nacional.

## Historia
En 1990 se elaboró el proyecto de la Ley de Promoción del Desarrollo Científico y Tecnológico Nacional y se creó el Sistema Nacional de Ciencia y Tecnología (SINCYT). El objetivo era organizar e impulsar una cultura de investigación en las instituciones, las entidades y los órganos de los sectores público, privado y académico, así como en las personas individuales. También facilitar un ambiente de creación e innovación en el campo científico y tecnológico.
En 1992 se aprobó la Ley de creación del Fondo Nacional de Ciencia y Tecnología y su propósito es financiar las actividades, los proyectos y/o programas científicos y tecnológicos, coordinados por el CONCYT, enfocados en el desarrollo del país. Desde ese entonces el CONCYT es responsable de dirigir al sistema de investigación en Guatemala a través de un Plan Nacional de Desarrollo Científico y Tecnológico.
Para el 2004 se creó el Comisionado Presidencial para la Ciencia y Tecnología encargado de evaluar el impacto de las políticas de CTI y su comisión actúa como órgano asesor y de apoyo técnico para la toma de decisiones.